# Iglesia de Santa Eulalia (Gironella)

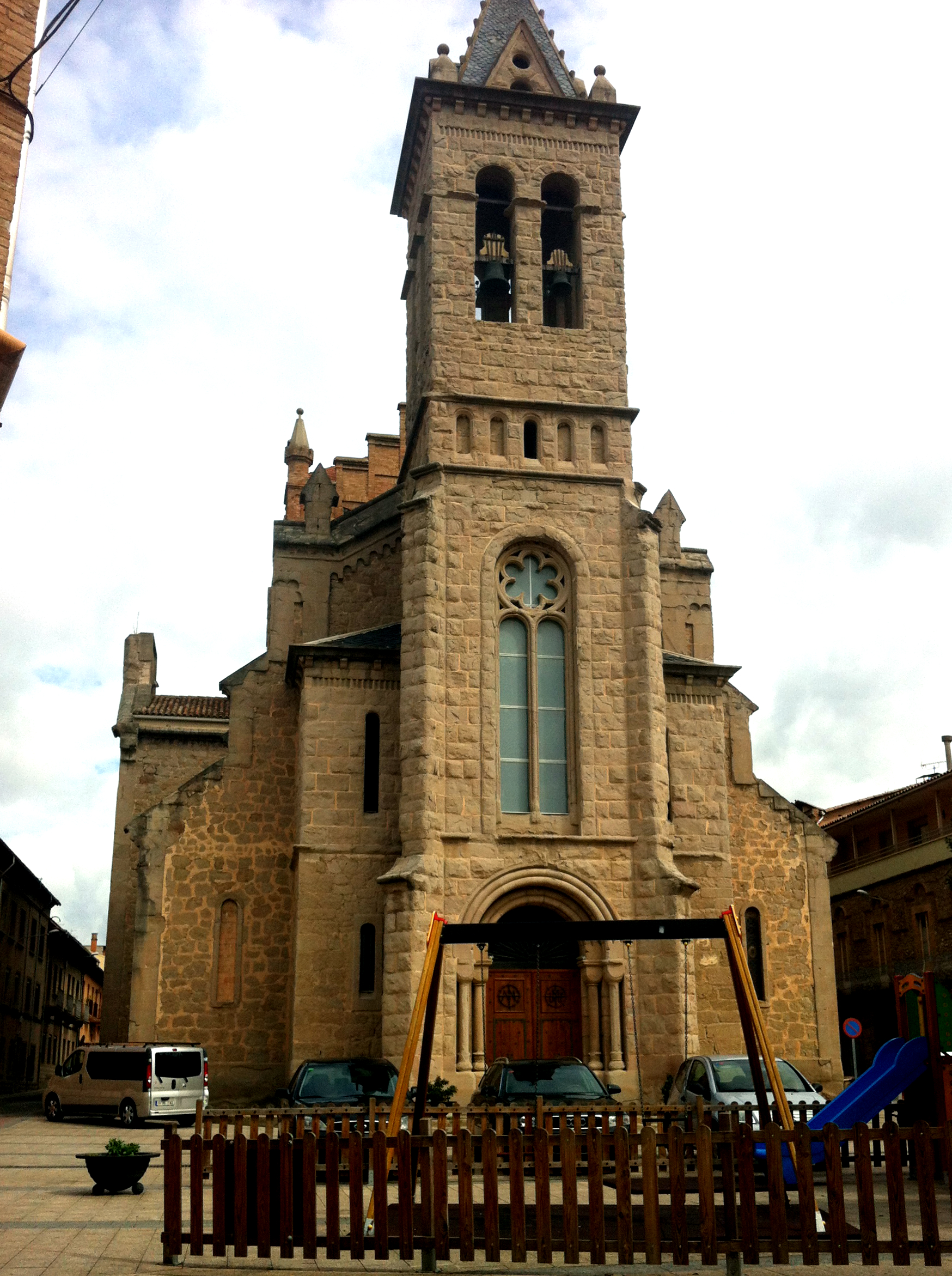
Iglesia de Santa Eulalia (Gironella).

La iglesia de Santa Eulalia de Gironella (Barcelona, España) es una iglesia parroquial de estilo historicista incluida en el Inventario del Patrimonio Arquitectónico de Cataluña.

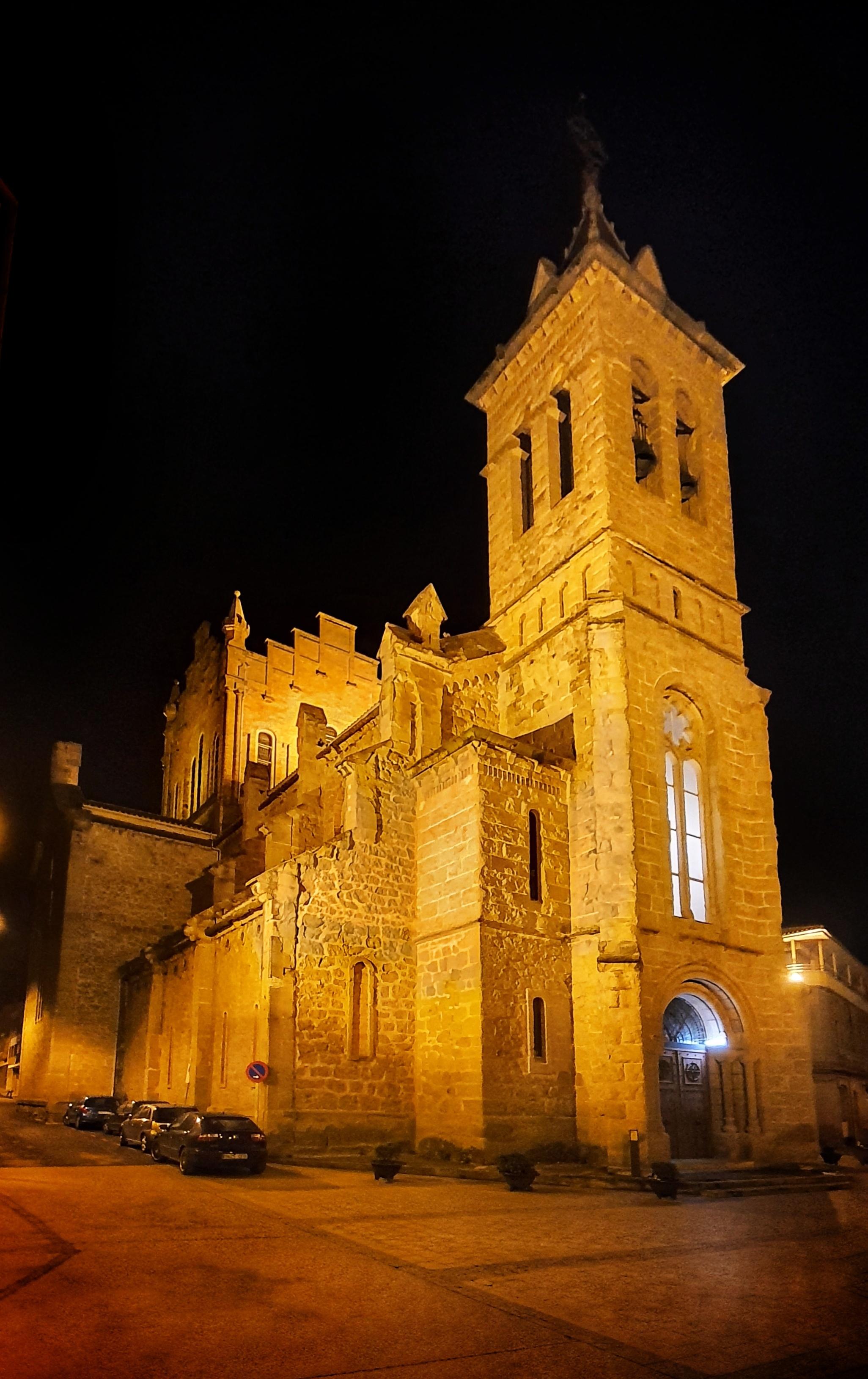
Vista nocturna de la Iglesia de Santa Eulalia, 2021 (Gironella).

## Descripción
Es un edificio de planta de cruz latina, estructurada en tres naves, la central más alta, con una cabecera formada por tres ábside semicirculares y un transepto marcado. Las naves están cubiertas con  bóvedas de cañón reforzadas por  arcos torales. También encontramos todo de capillas laterales. Sobre el crucero se alza la torre cubierta con una cúpula esférica y los pies de la iglesia, el campanario, también una torre. El paramento es de piedras irregulares unidas con mortero. Destaca su exterior, de gustos historicistas, con arcos ciegos, bandas molduradas o la puerta de entrada, un arco de medio punto con arquivoltas soportadas por pequeñas columnas exentas.

## Historia
La iglesia fue iniciada en 1903 a partir de un proyecto del arquitecto Alexandre Soler y terminada totalmente en 1958. Esta parroquia nace debido al crecimiento demográfico experimentado a finales del siglo XIX, sobre todo en las colonias industriales. La antigua iglesia de Santa Eulalia del siglo XIV tenía una sola nave y se había quedado pequeña. En 1907 es vendida y pasa a alojar dependencias fabriles y culturales. La primera fase fue inaugurada en 1905 pero no es hasta 1958 que se acaba y se inaugura de forma oficial; las últimas intervenciones fueron las del campanario. En su interior se guarda un Cristo procedente de la antigua parroquia.